# Pallieter (film)
Pallieter is een Vlaamse film uit 1975, geregisseerd door Roland Verhavert. Het is een verfilming van Felix Timmermans' gelijknamige roman uit 1916 en vertelt over het leven van bon vivant Pallieter. Vanwege het succes van de roman kreeg Verhavert in 1975 de vraag om het boek te verfilmen. Het scenario werd voorzien door Hugo Claus. Op 12 december 1975 ging Pallieter gelijktijdig in première in Brussel, Antwerpen, Gent, Leuven, Kortrijk en Hasselt.

## Rolverdeling

### Hoofdrollen
| Acteur              | Personage |
| ------------------- | --------- |
| Eddie Brugman       | Pallieter |
| Jacqueline Rommerts | Marieke   |
| Sylvia De Leur      | Charlotte |
| Joris Diels         | pastoor   |
| Idwig Stéphane      | Fransoo   |

### Bijrollen
| Acteur              | Personage                       |
| ------------------- | ------------------------------- |
| Rudi Van Vlaenderen | oude graaf                      |
| Herbert Flack       | jonge graaf                     |
| Manu Verreth        | nonkel Manu                     |
| Jan Reusens         | nonkel Harry                    |
| Jan Decleir         | Bohumil                         |
| Gaston Berghmans    | veldwachter                     |
| Maurits Goossens    | blinde                          |
| Moy Vijnckier       | Maria                           |
| Alice Toen          | tante Virginie                  |
| Loet Hanekroot      | dokter                          |
| Fred Van Kuyk       | leider van een openbare verkoop |

### Figuranten
| Acteur            | Personage                                       |
| ----------------- | ----------------------------------------------- |
| Hugo Vandenberghe | Vandersteen                                     |
| Cary Fonteyn      |                                                 |
| Robbe De Hert     | Jules Verdonck (figurant op het huwelijksfeest) |
| Erna Palsterman   |                                                 |
| Ray Verhaeghe     | baron Verschaege de Denterghem                  |
| Marta Molnar      |                                                 |
| Max Schnur        |                                                 |
| Bert André        |                                                 |
| Herman Coertjens  |                                                 |
| Rudi Delhem       |                                                 |
| Leo Rozenstraten  |                                                 |
| Vincent Grass     |                                                 |
| Dora Bolotine     |                                                 |
| Eddy Spruyt       |                                                 |
| André Roels       |                                                 |
| Louis Mortier     |                                                 |
| Eric Meyer        |                                                 |
| Kristel Steffens  |                                                 |
| Rufus Bohez       |                                                 |
| Chris Van Daele   |                                                 |
| Jan Dockx         |                                                 |
| Veerle Vanhooren  |                                                 |
| John Verbist      | stuntman                                        |

## Synopsis
Nadat zijn vrouw zelfmoord pleegde, wordt Pallieter door zijn vriend Fransoo uit de stad weggehaald. Zijn zuster Charlotte vangt hem op in haar huis in de Netevallei. Pallieter leert er genieten van Gods schepping, van de natuur, de medemens en de paradijslijke eenvoud. Op een familiefeest ter gelegenheid van de dorpskermis leert Pallieter de achttienjarige Marieke kennen, het nichtje van Charlotte, en is meteen stapelverliefd. Samen beleven ze vele olijke avonturen en ze besluiten te trouwen. De bruiloft wordt zorgeloos gevierd en de komst van hun eerste kindje is de zoveelste aanleiding om overdadige maaltijden en gerijpte wijnen te nuttigen. Hun idyllische geluk wordt echter verstoord door de baron, die plannen heeft om de Nete recht te trekken. Er zou ook een spoorweg dwars door Charlottes landgoed komen te liggen. Pallieter voorziet dat zijn geliefde land slachtoffer zal worden van de moderne tijd en dat de vooruitgang zijn levensgeluk zal overschaduwen. Hij overhaalt Marieke om samen met hem de wijde wereld in te trekken.

## Productie
Regisseur Roland Verhavert maakte Pallieter in opdracht van Jan Van Raemdonck, producent van de film. De verfilming bleek een moeilijke opdracht. Timmermans' boek bestaat immers bijna uitsluitend uit losse stemmingsbeelden; sequensen of een echt verhaal om op terug te vallen zijn er niet. In totaal werkten Verhavert en co bijna drie jaar aan Pallieter, die een co-productie met Nederland zou worden. In het team heerste een vriendelijke, kameraadschappelijke sfeer. Verhavert idealiseert in zijn werk bewust, omdat hij een tegenpool wil zijn voor de huidige demystificatie, die volgens hem veel te ver gaat. Dat levert hem vaak het label 'ouderwets' op. Verhavert zelf verklaart echter geen ‘traditionalist’ te zijn en niet ‘oubollig’ te willen doen, hij wil de echte waarden uit het verleden heropvissen. Dingen die vaak genegeerd worden net omdát ze uit het verleden komen. Daar verzet hij zich bewust tegen. Zodus haalde hij naar eigen zeggen ook in Pallieter de goede dingen, de essentiële waarden uit het verleden naar boven.

### Scenario en acteurs
Producent Jan Van Raemdonck sprak Roland Verhavert aan voor de regie en Hugo Claus voor het scenario. Verhavert omschrijft zijn samenwerking met Claus als ideaal, als vrienden hebben ze het hele denkproces omtrent de film gezamenlijk doorlopen. Samen zochten ze naar een aanvaardbaar scenariobegin. De sleutel hiervoor was het leven van Felix Timmermans zelf, die Pallieter schreef na een geestelijke en fysieke depressie. De film begint met de zelfmoord van Pallieters vrouw, waarna Pallieter door zijn vriend Fransoo uit het stedelijk milieu weggehaald wordt om tot rust te komen bij zijn zuster Charlotte op het eenvoudige, wonderschone platteland.
Anders dan in zijn vorig werk De Loteling, waar het verhaal domineert, trachtte Verhavert in Pallieter vooral zijn gevoelens over te brengen. Het grootste probleem was hoe de lyrische ontboezemingen van een levenskunstenaar aanvaardbaar te maken voor mensen uit de jaren 1970. Verhavert besloot daarom al het exuberante in de film te laten verdwijnen. Voor hem moest de film een beschrijving worden van iemand die moreel ziek is, in de natuur komt en de wereld en de mens opnieuw ontdekt, met als keerzijde de hele omgeving die het Pallieter moeilijk maakt in zijn drang naar levensvreugde. Verhavert wilde een dichterlijke documentaire maken; niet over een stereotiepe flierefluiter, maar over een Pallieter die ook weemoedig en melancholisch kan zijn. Pallieter is een levensgenieter, maar dat genieten krijgt maar zijn volle waarde wanneer het in contrast wordt gebracht met zwaarmoedigheid en weemoed.
De acteurs zijn mensen die volgens Verhavert het meest beantwoordden aan de personages zoals hij ze zich inbeeldde. Aangezien de film een co-productie met Nederland is, koos hij Sylvia De Leur voor de rol van Charlotte, die de kwezel niet te karikaturaal neerzette. Voor het personage van Marieke wilde Verhavert geen professionele actrice. Hij zocht naar iemand die volkomen voldeed aan de figuur van Marieke: landelijk met een authentiek, natuurlijk uitzicht. Hij koos hiervoor uiteindelijk Jacqueline Rommerts, een achttienjarige studente modetekenen in Amsterdam en fotomodel in haar vrije uren. Eddy Brugman, Antwerpenaar met toneelcarrière in Nederland, gaf Verhavert alle aspecten van Pallieter, niet enkel het boerse en het hedonistische. Hij kan Pallieters uitbundigheid correct koppelen aan melancholie en zwaarmoedigheid. De Pallieter van Verhavert en Claus is meer een levenskunstenaar dan een levensgenieter. Er zit een vreemde weemoed in hem, duidelijk zichtbaar achter zijn zinnelijke karakter.
De personages zijn niet streekgebonden, het scenario heeft geen realistische ondertoon. In de film wordt een taal gesproken die als ‘afgerond A.B.N.’ beschreven kan worden en die zowel in Vlaanderen als in Nederland verstaanbaar zou moeten zijn. Enkele nevenpersonages spreken een sappig dialect om op die manier hun personage beter neer te zetten.

### Montage en techniek

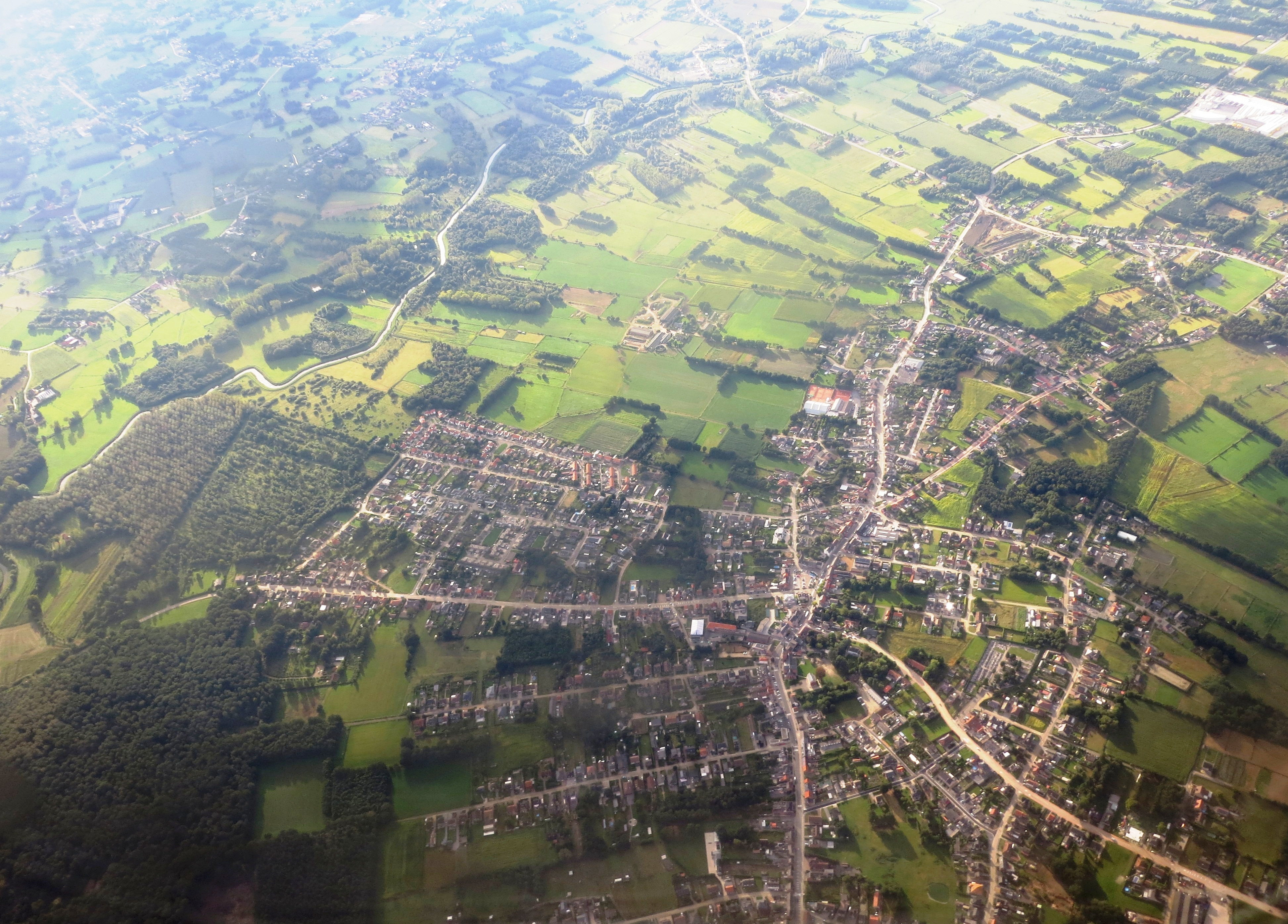
Luchtfoto van Hulshout

Verhavert mikte met Pallieter op een breed publiek. Daarom zag hij af van al te veel gegoochel met de camera, maar trachtte toch vakwerk af te leveren. In Pallieter probeerde Verhavert het feërieke, het archaïstische van het verhaal te respecteren door bijvoorbeeld geen enkele zoom te gebruiken. Camerman Pim Heytmans hanteerde alleen vaste lenzen en gebruikte veel travel shots die de personages begeleidden. De camera heeft in de film alleen maar een begeleidende en registrerende functie. Verhavert liet bewust moderne filmtechnieken achterwege, in zijn ogen was die stijlkeuze een stap naar het authentieke van het onderwerp. Zijn doel is films te maken die cinematografisch juist zitten, maar voor de rest pretentieloos zijn.

Verhavert krijgt vaak de kritiek dat de film nogal ‘fragmentarisch’ aandoet. Dat is vooral het gevolg van Timmermans’ oorspronkelijke verhaal, dat voornamelijk bestaat uit losse scènes. Verhavert probeerde via verschillende fragmenten een totaalbeeld van een introverte levenskunstenaar Pallieter te scheppen. Door de verfilming van Pallieter kreeg de regisseur aandacht voor het fantasierijke. Hij werkte naar eigen zeggen aan een sprookje en zocht daarvoor een bijpassend ritme. Het ritme in Pallieter is eerder traag en erop gericht de toeschouwers de kans te geven om na te denken. Volgens Verhavert is film een suggestie waarbij de kijker de kans moet krijgen om tussen de regels te lezen.

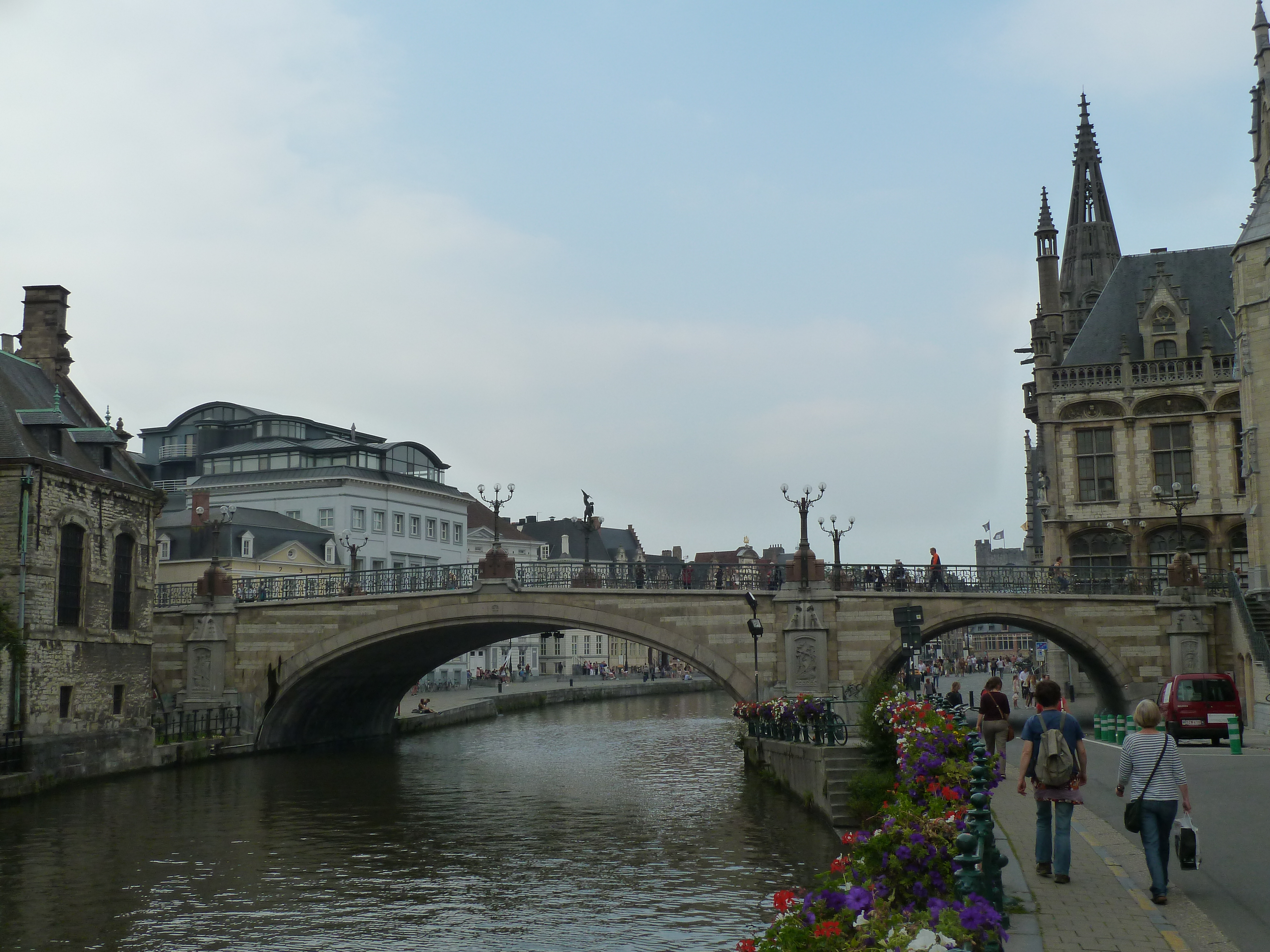
Sint-Michielsbrug in Gent

### Locaties
Het was een uitdaging een omgeving te vinden waar Pallieter zou kunnen wonen. Verhavert legde duizenden kilometers af tijdens zijn zoektocht naar de ideale plaats. Uiteindelijk ontdekte hij in Hulshout-Booischot een schitterend landschap met het huis dat in de film te zien is, inclusief de iconische boom ernaast. Vijfentwintig van de vijfendertig draaidagen brachten cast en crew op locatie door. Niet alleen in Booischot, maar ook in Gent, waar de beginsequens aan de Sint-Michielsbrug gefilmd is. Daarnaast filmden ze ook in het interieur van een klooster aan de Nederpolder en twee dagen in de omgeving van Waver, de enige plaats waar er nog een windmolen in de vrije natuur te vinden is. De iconische scène met het vliegtuig werd gefilmd op het oude vliegveld van Brasschaat. Van Raemdonck had het geluk een reconstructie van een vroeger model, volledig vliegklaar, in Frankrijk op de kop te tikken. Het vliegtuig kon maar twintig kilometer vliegen, dus werd het gedemonteerd uit Frankrijk naar de set in Brasschaat gebracht.

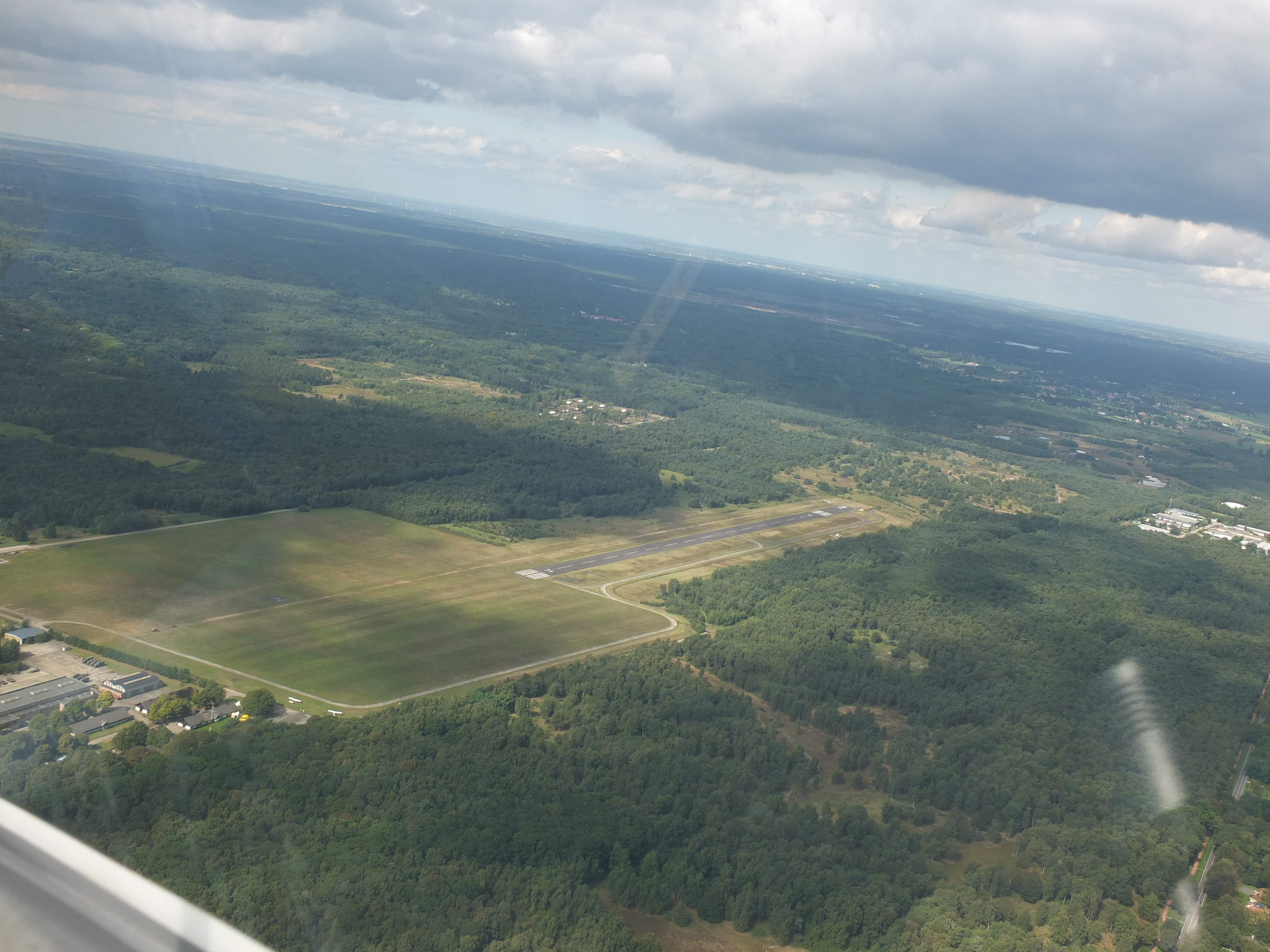
Vliegveld Brasschaat

### Muziek
De muziek in Pallieter is van Antonio Vivaldi en Iosif Ivanovici.

### Kosten
De totale kostprijs van Pallieter ligt tussen de 16 à 17 miljoen frank (ruim 400.000 euro). Subsidie van Belgische zijde bedroeg 7 miljoen frank.

## Verhouding tot de roman
Qua opzet verschilt de filmadaptatie radicaal van de roman. Oorspronkelijk is Timmermans' Pallieter een vitalist. Met ander woorden, het personage verheerlijkt het leven in overeenstemming met zijn natuur. De roman legt de nadruk op vrijheid door mystieke ervaringen gevonden in een ongetemde natuur. Het beschaven van dit natuurlijke wordt gezien als nefast voor het individu. Het scenario van Hugo Claus verplaatst de focus naar de tragische ontwikkelingen die Pallieter moet ondergaan. De hoofdrolspeler wordt uit de stadscontext gehaald om zijn gemanifesteerde depressie te overwinnen "nadat zijn eerste vrouw zelfmoord heeft gepleegd." De natuur functioneert hier als een soort helende kracht. Twee handgrepen zijn vervolgens cruciaal: de melancholie van Pallieter en de pragmatiek van de vliegtuigpassage.

### Melancholie van Pallieter
Samen met Claus heeft regisseur Roland Verhavert geprobeerd meer diepgang te creëren in zijn Pallieter door een eerder melancholische interpretatie van de originele tekst. Het gaat niet langer om een 'pallieter' als stereotiepe flierefluiter, maar volgens Verhavert wel om een karakter met méér gevoel. Zo stelde hij dat: "een uitbeelding van dat uitbundige van de Timmermansfiguur veleer [sic] belachelijk zou overkomen op een publiek van vandaag. Een film maken over gewoon maar geluk en levensgenieten kan eenvoudig niet". De exuberante hedonist maakt plaats voor een dramatische invulling van het personage met aan de ene kant "iemand die fysisch en moreel ziek is, terug in de natuur komt, daar geneest, de wereld en de mens opnieuw ontdekt, weer vreugde schept in eten, drinken en ademen, een Marieke vindt, met haar trouwt en zijn bed vult, een kind krijgt" en aan de andere kant een "omgeving die het Pallieter moeilijk maakt in zijn drang naar levensvreugde." Het 'goede' leven krijgt dan pas vorm in contrast met Pallieters constante confrontatie met (industriële) vooruitgang. In dat opzicht hadden Claus en Verhavert oog voor de verandering van tijdsgeest. Hierbij is het belangrijk om weten dat de roman dateert uit 1916 en de verfilming debuteerde in het jaar 1976. In de 20ste eeuw was er door modernisering immers veel veranderd, volgens sommigen te veel en bovendien te snel. Hier hadden verschillende dan ook kritiek op (waaronder Claus en Verhavert), wat zich uitdrukt in Pallieters kalverachtige afkeer van "de huichelachtigheid en morele bekrompenheid van de bourgeoisie".

### Pragmatiek van de vliegtuigscène
Er is een vliegtuigpassage in de roman van Timmermans, waar Pallieter als medereiziger de 'wonderschone' natuur van de Netevallei huldigt. In de filmadaptatie monteert Verhavert allerlei videofragmenten van een industriële site middenin de vliegtuigscène. Het doel hiervan blijkt een waarschuwing te zijn voor de onbezonnen vooruitgangsdrang van de nieuwe tijd en het verdwijnen van 'het paradijselijke'. "[D]e sequens krijgt een extra dimensie: Pallieter ziet één ogenblik wat de toekomst brengen zal. Met deze toegeving wordt het Pallieter-verhaal geactualiseerd." Vol onmacht kijkt Pallieter toe en schreeuwt hij: "Nee!" In een interview uit het tijdschrift 'Film en televisie' vertelt Verhavert dat "[het toekomstvisioen] noodzakelijk was om te verantwoorden dat hij [Pallieter] zijn omgeving verlaat..." Met deze stelling in het achterhoofd krijgt de passage een licht pragmatisch accent, namelijk dat essentiële waarden uit het verleden verloochend zijn.

## Ontvangst
Pallieter zorgde bij première voor een heuse kloof tussen de alledaagse bioscoopbezoeker en recensenten. Enerzijds schrijft Raf Butstraen dat "producent en regisseur juist hebben gemikt. Er komt enorm veel volk naar Pallieter kijken. Het blije en het komische [...] van heel wat situaties lijkt daarbij een voorname attractiepool te zijn." De consensus onder filmcritici is vrijwel steeds dat de prent zeer succesvol was, maar problematisch archaïsch. Volgens Wim De Poorter, een medewerker van Ons Erfdeel, is dit ouderwetse te wijten aan twee factoren: "In de eerste plaats was er het beperkte budget, in de tweede plaats de werking van de selektiekommissie, waarvan de officiële benaming ‘Selektiekommissie voor Nederlandse Kulturele Films’ het ergste liet vermoeden. Het begrip ‘kulturele film’ was op zichzelf erg betwistbaar en lag wellicht aan de basis van de talrijke literaire verfilmingen." De Poorter veroordeelt ettelijke Vlaamse literaire verfilmingen omdat cinema een ander medium betreft dan proza. Hij vindt het afkeurenswaardig wanneer er "uit bewondering voor een auteur" geprobeerd wordt "een getrouwe verfilming van een literair werk te maken, vooral als dit werk [...] zijn waarde ontleent aan het taalvermogen en de stilistische kwaliteiten van zijn auteur." Lijnrecht hiertegenover staat stilistische vernieuwing in filmtechnieken en een origineel scenario, vandaar zijn verdict: "Pallieter (1916) van Felix Timmermans werd moeizaam door Hugo Claus bewerkt tot een weinig samenhangend scenario, dat veeleer rezulteerde [sic] in een propagandafilm voor natuurbehoud dan in een volwaardige speelfilm. [...] Opnieuw werd de overheidssubsidie vergooid aan bekende namen, terwijl men minder bekende, talentrijke filmers in de kou laat staan." Het opzet van Claus om met zijn scenario hommage te bieden aan de roman van Timmermans en 'eerherstel' te bieden "aan de [...] onterecht tot een 'folklorefiguur' gestripte held" was volgens toenmalige filmkritiek mislukt.